# Liste der Mitglieder des US-Repräsentantenhauses aus Virginia

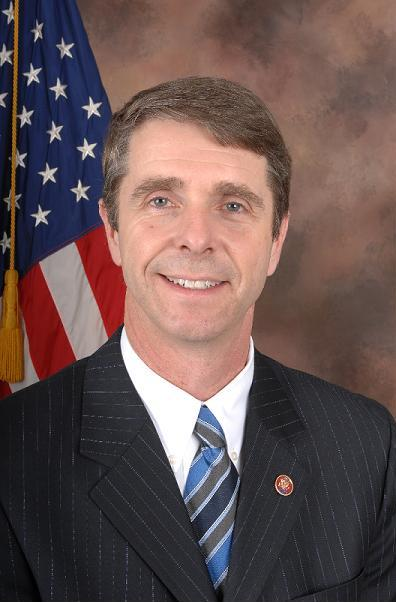
Rob Wittman, derzeitiger Vertreter des ersten Kongresswahlbezirks von Virginia

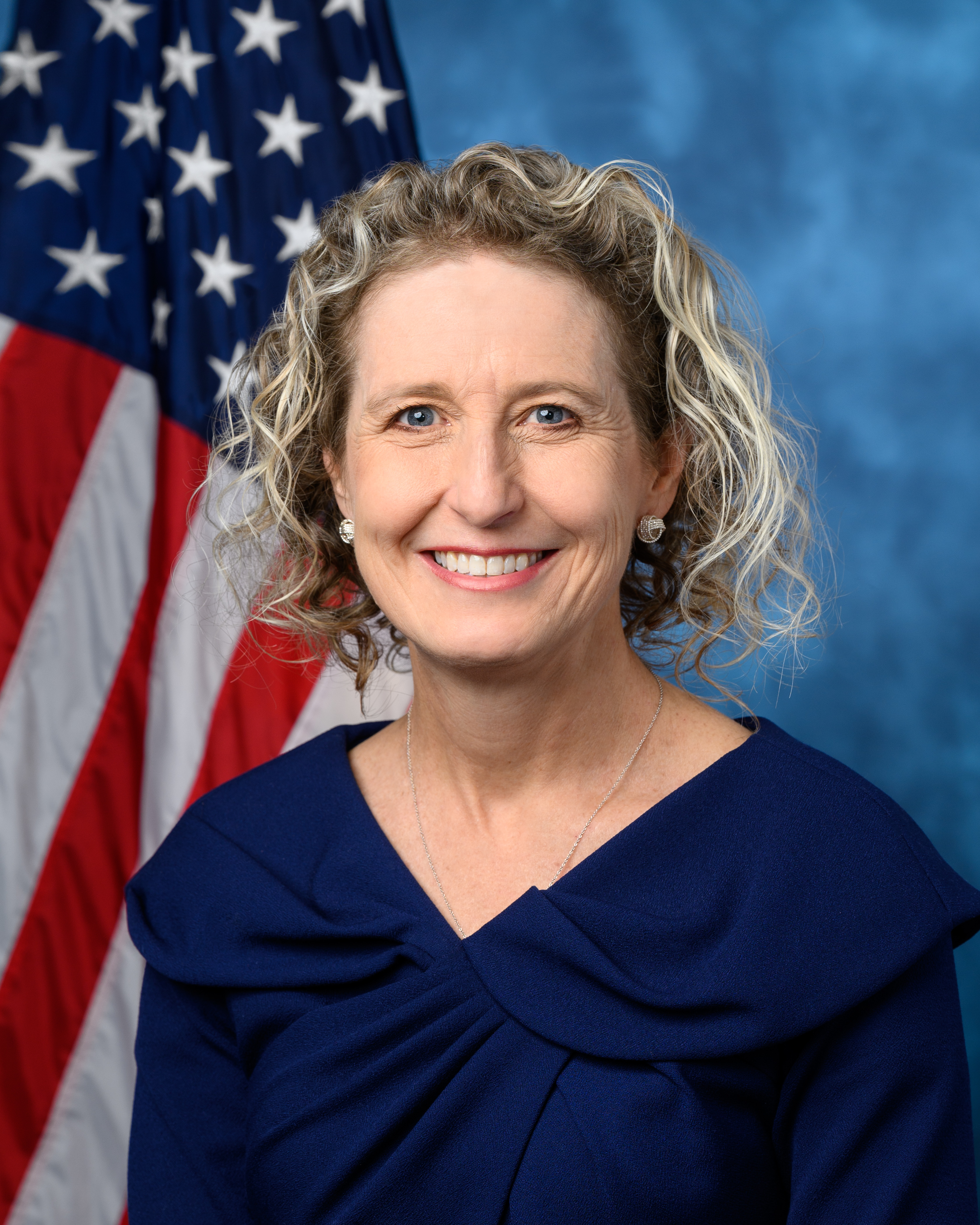
Jen Kiggans, derzeitige Vertreterin des zweiten Kongresswahlbezirks von Virginia

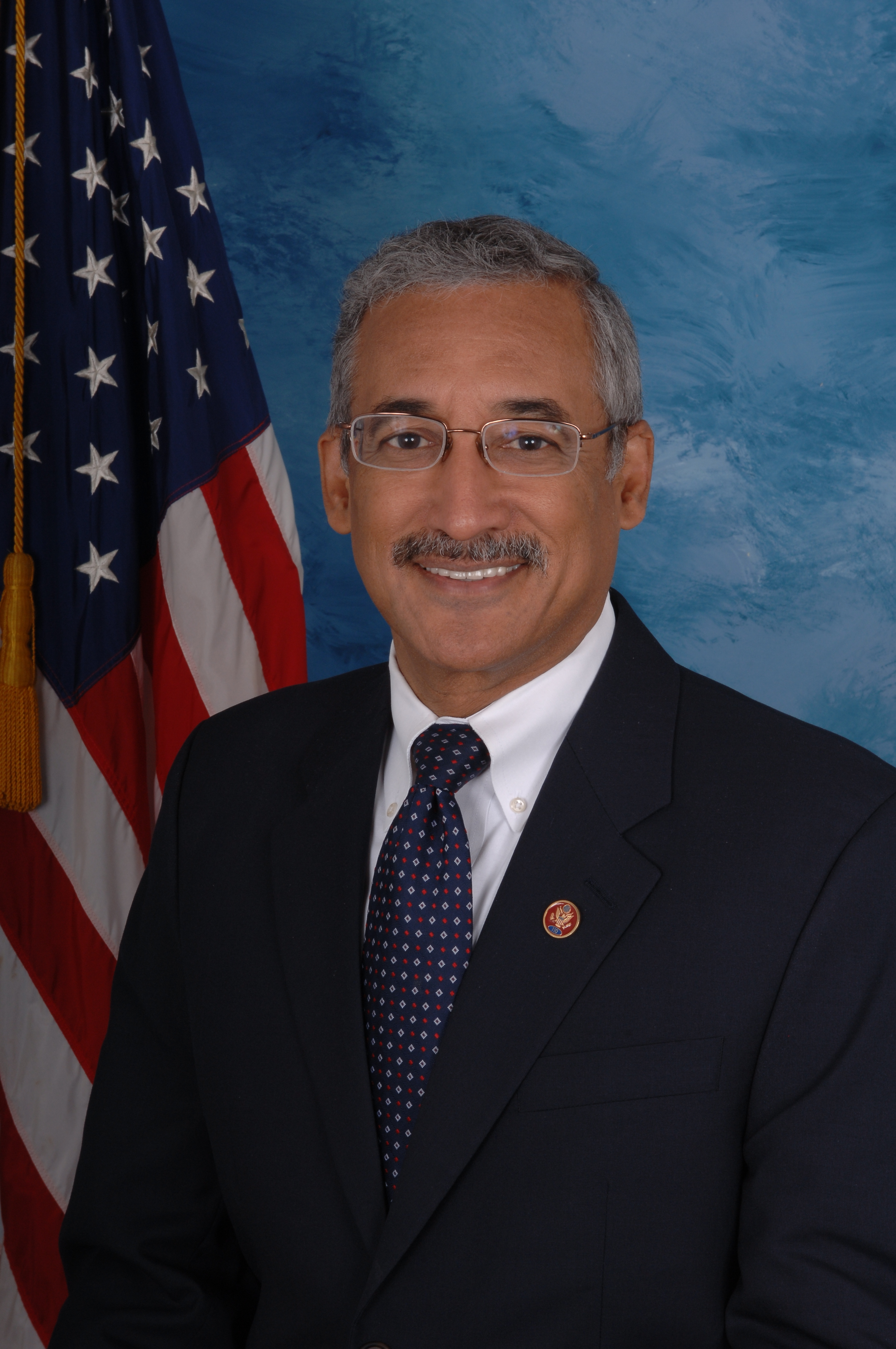
Bobby Scott, derzeitiger Vertreter des dritten Kongresswahlbezirks von Virginia

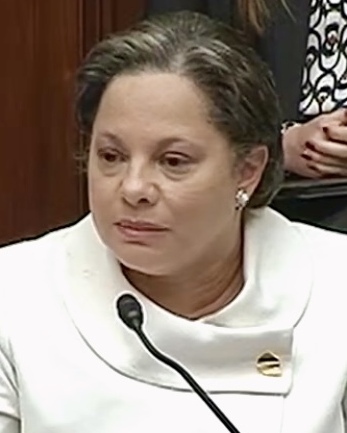
Jennifer McClellan, derzeitige Vertreterin des vierten Kongresswahlbezirks von Virginia

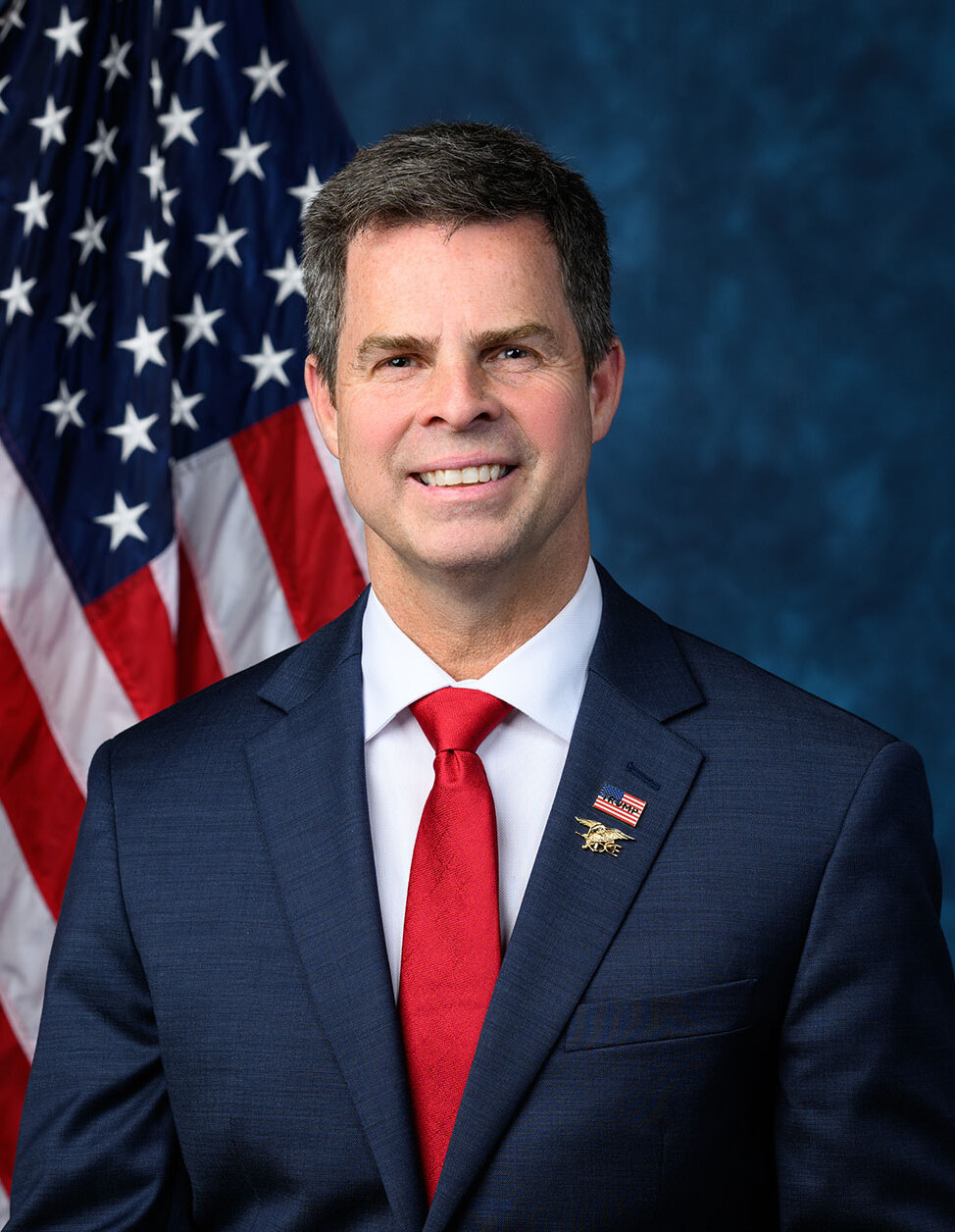
John McGuire, derzeitiger Vertreter des fünften Kongresswahlbezirks von Virginia

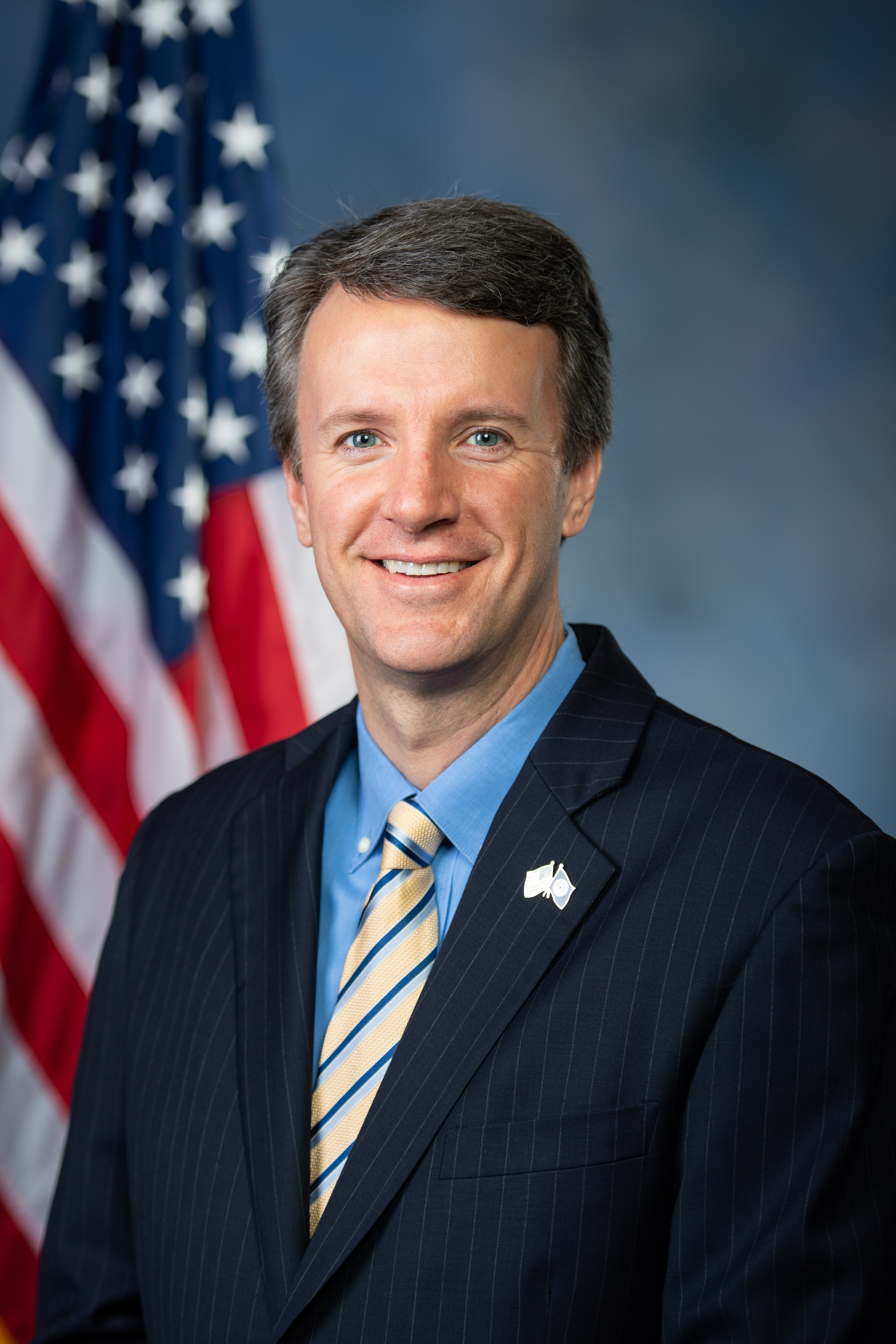
Ben Cline, derzeitiger Vertreter des sechsten Kongresswahlbezirks von Virginia

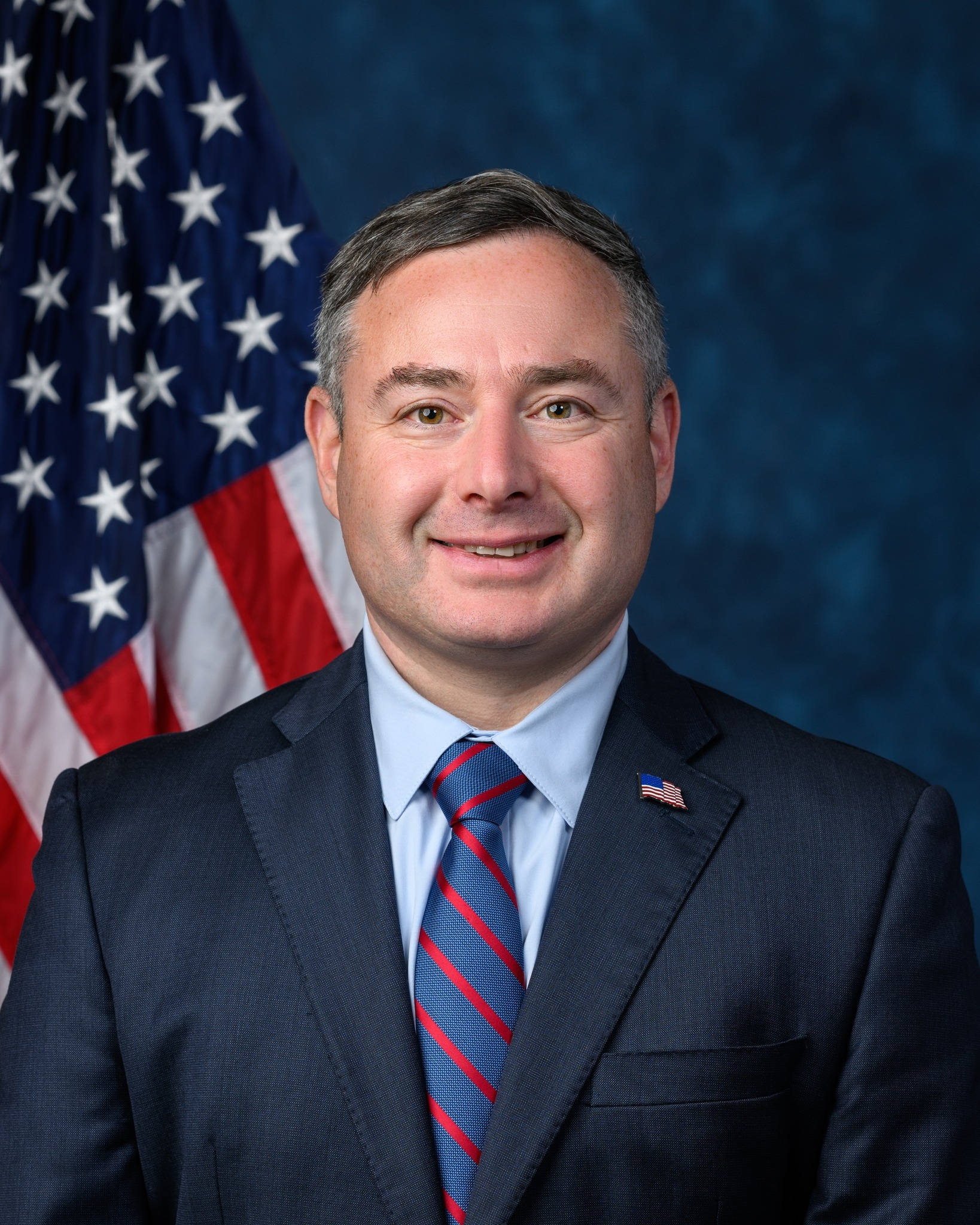
Eugene Vindman, derzeitiger Vertreter des siebten Kongresswahlbezirks von Virginia

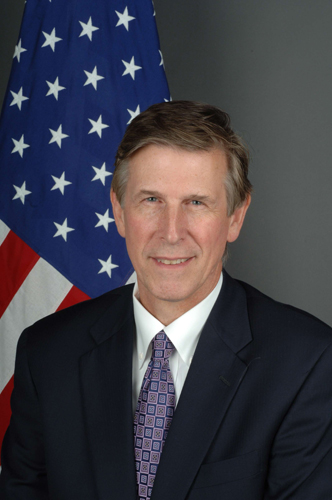
Don Beyer, derzeitiger Vertreter des achten Kongresswahlbezirks von Virginia

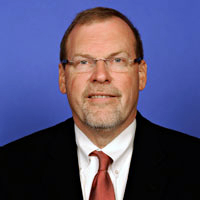
Morgan Griffith, derzeitiger Vertreter des neunten Kongresswahlbezirks von Virginia

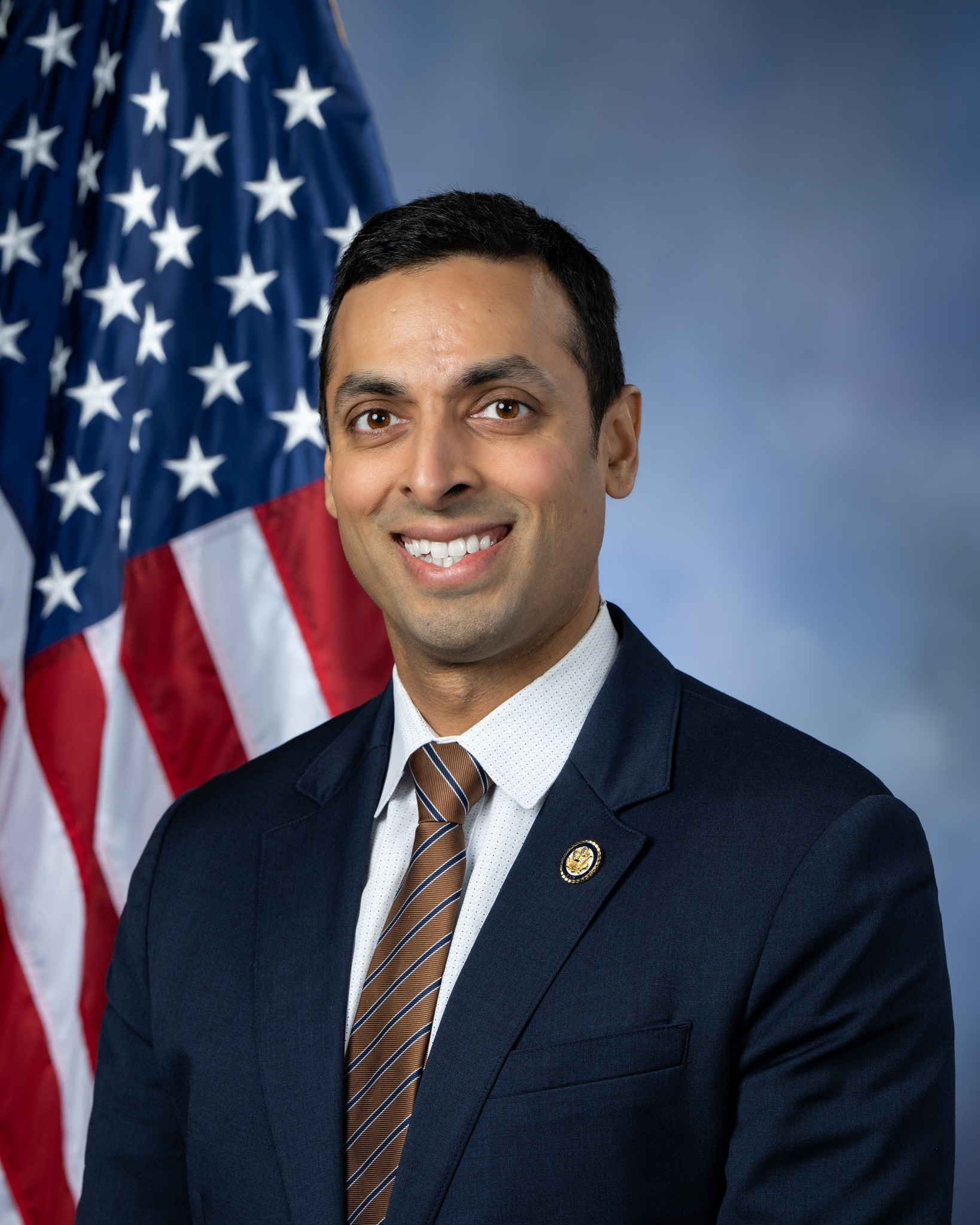
Suhas Subramanyam, derzeitiger Vertreter des zehnten Kongresswahlbezirks von Virginia

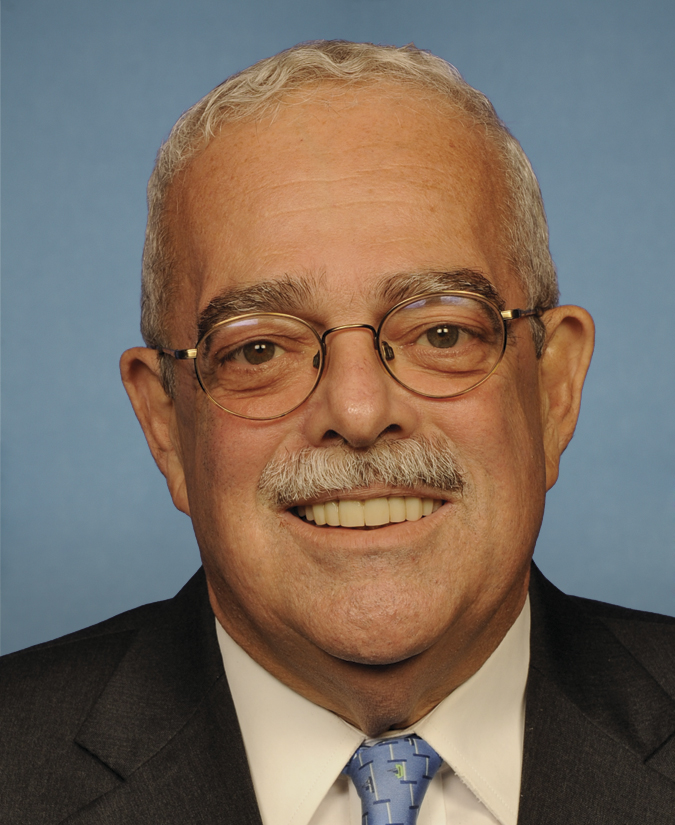
Gerry Connolly, derzeitiger Vertreter des elften Kongresswahlbezirks von Virginia

Diese Liste führt alle Politiker auf, die seit 1799 für den Bundesstaat Virginia dem Repräsentantenhaus der Vereinigten Staaten angehört haben. Die ehemalige britische Kolonie war im ersten und zweiten Kongress jeweils mit zehn Abgeordneten in der zu diesem Zeitpunkt noch in Philadelphia tagenden Parlamentskammer vertreten, wobei ein Sitz davon dem Kentucky County zuzuordnen war, aus dem 1792 der Staat Kentucky entstand. Nach diversen Anpassungen, bedingt durch Volkszählungen, stieg die Zahl der Abgeordneten zeitweise bis auf 23 an; später ging sie wieder auf 13 zurück. Während des Bürgerkrieges stellte Virginia zunächst nur noch fünf Parlamentarier aus den loyal zur Union stehenden Gebieten des Staates, aus welchen dann 1863 der Staat West Virginia entstand; Virginia war daraufhin bis zum Jahr 1870 gar nicht mehr im Repräsentantenhaus vertreten. Bis zum Abschluss der Reconstruction im Jahr 1873 blieben drei der elf offiziellen Sitze unbesetzt. Danach bewegte sich die Zahl der Abgeordneten zwischen neun und zehn, ehe dem Staat ab der Wahl des Jahres 1992 ein weiterer Sitz zugesprochen wurde, sodass bis heute elf Politiker aus Virginia im Unterhaus des Kongresses sitzen.
Gewählt wurde in der Regel getrennt nach Wahlbezirken. Lediglich im Jahr 1882 wurde das zehnte Mandat staatsweit („at-large“) vergeben; 1932 fand einmalig sogar die komplette Kongresswahl staatsweit statt.
Mit James Madison und John Tyler saßen zwei spätere US-Präsidenten für Virginia im Repräsentantenhaus. Der Staat stellte außerdem mit Philip Pendleton Barbour, Andrew Stevenson, Robert Mercer Taliaferro Hunter und John Winston Jones vier Sprecher des Repräsentantenhauses.

## 1. Sitz (seit 1789)
| Name                          | Amtszeit                            | Partei                |
| ----------------------------- | ----------------------------------- | --------------------- |
| Alexander White               | 4. März 1789 – 3. März 1793         | parteilos             |
| Robert Rutherford             | 4. März 1793 – 3. März 1797         | Democratic Republican |
| Daniel Morgan                 | 4. März 1797 – 3. März 1799         | Föderalist            |
| Robert Page                   | 4. März 1799 – 3. März 1801         | Föderalist            |
| John Smith                    | 4. März 1801 – 3. März 1803         | Democratic Republican |
| John George Jackson           | 4. März 1803 – 28. September 1810   | Democratic Republican |
| William McKinley              | 21. Dezember 1810 – 3. März 1811    | Democratic Republican |
| Thomas Wilson                 | 4. März 1811 – 3. März 1813         | Föderalist            |
| John George Jackson           | 4. März 1813 – 3. März 1817         | Democratic Republican |
| James Pindall                 | 4. März 1817 – 26. Juli 1820        | Föderalist            |
| Edward Brake Jackson          | 23. Oktober 1820 – 3. März 1823     | Democratic Republican |
| Thomas Newton Jr.             | 4. März 1823 – 9. März 1830         | Democratic Republican |
| George Loyall                 | 9. März 1830 – 3. März 1831         | Demokrat              |
| Thomas Newton Jr.             | 4. März 1831 – 3. März 1833         | Nationalrepublikaner  |
| George Loyall                 | 4. März 1833 – 3. März 1837         | Demokrat              |
| Andrew Beirne                 | 4. März 1837 – 3. März 1839         | Demokrat              |
| Linn Banks                    | 4. März 1839 – 3. März 1841         | Demokrat              |
| Francis Mallory               | 4. März 1841 – 3. März 1843         | Whig                  |
| Archibald Atkinson            | 4. März 1843 – 3. März 1849         | Demokrat              |
| John Singleton Millson        | 4. März 1849 – 3. März 1853         | Demokrat              |
| Thomas Henry Bayly            | 4. März 1853 – 23. Juni 1856        | Demokrat              |
| Muscoe Russell Hunter Garnett | 1. Dezember 1856 – 3. März 1861     | Demokrat              |
| Joseph Eggleston Segar        | 15. März 1862 – 3. März 1863        | Unionist              |
| Richard Small Ayer            | 31. Januar 1870 – 3. März 1871      | Republikaner          |
| John Critcher                 | 4. März 1871 – 3. März 1873         | Demokrat              |
| James Beverley Sener          | 4. März 1873 – 3. März 1875         | Republikaner          |
| Beverly Browne Douglas        | 4. März 1875 – 22. Dezember 1878    | Demokrat              |
| Richard Lee Turberville Beale | 8. Februar 1879 – 3. März 1881      | Demokrat              |
| George Tankard Garrison       | 4. März 1881 – 3. März 1883         | Demokrat              |
| Robert Murphy Mayo            | 4. März 1883 – 20. März 1884        | Readjuster Party      |
| George Tankard Garrison       | 20. März 1884 – 3. März 1885        | Demokrat              |
| Thomas Croxton                | 4. März 1885 – 3. März 1887         | Demokrat              |
| Thomas Henry Bayly Browne     | 4. März 1887 – 3. März 1891         | Republikaner          |
| William Atkinson Jones        | 4. März 1891 – 17. April 1918       | Demokrat              |
| Schuyler Otis Bland           | 2. Juli 1918 – 16. Februar 1950     | Demokrat              |
| Edward John Robeson           | 2. Mai 1950 – 3. Januar 1959        | Demokrat              |
| Thomas Nelms Downing          | 3. Januar 1959 – 3. Januar 1977     | Demokrat              |
| Paul Seward Trible            | 3. Januar 1977 – 3. Januar 1983     | Republikaner          |
| Herbert Harvell Bateman       | 3. Januar 1983 – 11. September 2000 | Republikaner          |
| Jo Ann Davis                  | 3. Januar 2001 – 6. Oktober 2007    | Republikaner          |
| Robert Joseph Wittman         | seit 11. Dezember 2007              | Republikaner          |

## 2. Sitz (seit 1789)
| Name                      | Amtszeit                           | Partei                |
| ------------------------- | ---------------------------------- | --------------------- |
| John Brown                | 4. März 1789 – 1. Juni 1792        | parteilos             |
| Andrew Moore              | 4. März 1793 – 3. März 1797        | Democratic Republican |
| David Holmes              | 4. März 1797 – 3. März 1803        | Democratic Republican |
| James Stephenson          | 4. März 1803 – 3. März 1805        | Föderalist            |
| John Morrow               | 4. März 1805 – 3. März 1809        | Democratic Republican |
| James Stephenson          | 4. März 1809 – 3. März 1811        | Föderalist            |
| John Baker                | 4. März 1811 – 3. März 1813        | Föderalist            |
| Francis White             | 4. März 1813 – 3. März 1815        | Föderalist            |
| Magnus Tate               | 4. März 1815 – 3. März 1817        | Föderalist            |
| Edward Colston            | 4. März 1817 – 3. März 1819        | Föderalist            |
| Thomas Van Swearingen     | 4. März 1819 – 19. August 1822     | Föderalist            |
| James Stephenson          | 28. Oktober 1822 – 3. März 1823    | Föderalist            |
| Arthur Smith              | 4. März 1823 – 3. März 1825        | Democratic Republican |
| James Trezvant            | 4. März 1825 – 3. März 1831        | Democratic Republican |
| John Young Mason          | 4. März 1831 – 3. März 1835        | Demokrat              |
| James Wood Bouldin        | 4. März 1835 – 3. März 1839        | Demokrat              |
| John Minor Botts          | 4. März 1839 – 3. März 1843        | Whig                  |
| George Booth Cary         | 4. März 1841 – 3. März 1843        | Demokrat              |
| George Coke Dromgoole     | 4. März 1843 – 27. April 1847      | Demokrat              |
| Richard Kidder Meade      | 5. August 1847 – 3. März 1853      | Demokrat              |
| John Singleton Millson    | 4. März 1853 – 3. März 1861        | Demokrat              |
| James Henry Platt         | 26. Januar 1870 – 3. März 1875     | Republikaner          |
| John Goode                | 4. März 1875 – 3. März 1881        | Demokrat              |
| John Frederick Dezendorf  | 4. März 1881 – 3. März 1883        | Republikaner          |
| Harry Libbey              | 4. März 1883 – 3. März 1887        | Readjuster Party      |
| George Edwin Bowden       | 4. März 1887 – 3. März 1891        | Republikaner          |
| John William Lawson       | 4. März 1891 – 3. März 1893        | Demokrat              |
| David Gardiner Tyler      | 4. März 1893 – 3. März 1897        | Demokrat              |
| William Albin Young       | 4. März 1897 – 26. April 1898      | Demokrat              |
| Richard Alsop Wise        | 26. April 1898 – 3. März 1899      | Republikaner          |
| William Albin Young       | 4. März 1899 – 12. März 1900       | Demokrat              |
| Richard Alsop Wise        | 12. März 1900 – 3. März 1901       | Republikaner          |
| Harry Lee Maynard         | 4. März 1901 – 3. März 1911        | Demokrat              |
| Edward Everett Holland    | 4. März 1911 – 3. März 1921        | Demokrat              |
| Joseph Thomas Deal        | 4. März 1921 – 3. März 1929        | Demokrat              |
| Menalcus Lankford         | 4. März 1929 – 3. März 1933        | Republikaner          |
| Colgate Whitehead Darden  | 4. März 1933 – 3. Januar 1937      | Demokrat              |
| Norman Rond Hamilton      | 3. Januar 1937 – 3. Januar 1939    | Demokrat              |
| Colgate Whitehead Darden  | 3. Januar 1939 – 1. März 1941      | Demokrat              |
| Winder Russell Harris     | 8. April 1941 – 15. September 1944 | Demokrat              |
| Ralph Hunter Daughton     | 7. November 1944 – 3. Januar 1947  | Demokrat              |
| Porter Hardy Jr.          | 3. Januar 1947 – 3. Januar 1969    | Demokrat              |
| George William Whitehurst | 3. Januar 1969 – 3. Januar 1987    | Republikaner          |
| Owen Bradford Pickett     | 3. Januar 1987 – 3. Januar 2001    | Demokrat              |
| Edward Lee Schrock        | 3. Januar 2001 – 3. Januar 2005    | Republikaner          |
| Thelma D. Drake           | 3. Januar 2005 – 3. Januar 2009    | Republikaner          |
| Glenn Carlyle Nye         | 3. Januar 2009 – 3. Januar 2011    | Demokrat              |
| Edward Scott Rigell       | 3. Januar 2011 – 3. Januar 2017    | Republikaner          |
| Scott Taylor              | 3. Januar 2017 – 3. Januar 2019    | Republikaner          |
| Elaine Goodman Luria      | 3. Januar 2019 – 3. Januar 2023    | Demokrat              |
| Jennifer Ann Kiggans      | seit 3. Januar 2023                | Republikaner          |

## 3. Sitz (seit 1789)
| Name                         | Amtszeit                            | Partei                |
| ---------------------------- | ----------------------------------- | --------------------- |
| Andrew Moore                 | 4. März 1789 – 3. März 1793         | parteilos             |
| Joseph Neville               | 4. März 1793 – 3. März 1795         | parteilos             |
| George Jackson               | 4. März 1795 – 3. März 1797         | Democratic Republican |
| James Machir                 | 4. März 1797 – 3. März 1799         | Föderalist            |
| George Jackson               | 4. März 1799 – 3. März 1803         | Democratic Republican |
| John Smith                   | 4. März 1803 – 3. März 1815         | Democratic Republican |
| Henry St. George Tucker Sr.  | 4. März 1815 – 3. März 1819         | Democratic Republican |
| Jared Williams               | 4. März 1819 – 3. März 1825         | Democratic Republican |
| William Segar Archer         | 4. März 1823 – 3. März 1835         | Democratic Republican |
| Nathaniel Herbert Claiborne  | 4. März 1835 – 3. März 1837         | Nationalrepublikaner  |
| Walter Coles                 | 4. März 1837 – 3. März 1839         | Demokrat              |
| Andrew Beirne                | 4. März 1839 – 3. März 1841         | Demokrat              |
| John Winston Jones           | 4. März 1841 – 3. März 1843         | Demokrat              |
| Walter Coles                 | 4. März 1843 – 3. März 1845         | Demokrat              |
| William Marshall Tredway     | 4. März 1845 – 3. März 1847         | Demokrat              |
| Thomas Stanhope Flournoy     | 4. März 1847 – 3. März 1849         | Whig                  |
| Thomas Hamlet Averett        | 4. März 1849 – 3. März 1853         | Demokrat              |
| John Samuels Caskie          | 4. März 1853 – 3. März 1859         | Demokrat              |
| Daniel Coleman DeJarnette    | 4. März 1859 – 3. März 1861         | Unabhängiger          |
| Charles Howell Porter        | 26. Januar 1870 – 3. März 1873      | Republikaner          |
| John Ambler Smith            | 4. März 1873 – 3. März 1875         | Republikaner          |
| Gilbert Carlton Walker       | 4. März 1875 – 3. März 1879         | Demokrat              |
| Joseph Eggleston Johnston    | 4. März 1879 – 3. März 1881         | Demokrat              |
| George Douglas Wise          | 4. März 1881 – 10. April 1890       | Demokrat              |
| Edmund Waddill               | 12. April 1890 – 3. März 1891       | Republikaner          |
| George Douglas Wise          | 4. März 1891 – 3. März 1895         | Demokrat              |
| Tazewell Ellett              | 4. März 1895 – 3. März 1897         | Demokrat              |
| John Lamb                    | 4. März 1897 – 3. März 1913         | Demokrat              |
| Andrew Jackson Montague      | 4. März 1913 – 24. Januar 1937      | Demokrat              |
| Dave Edward Satterfield      | 2. November 1937 – 15. Februar 1945 | Demokrat              |
| Julian Vaughan Gary          | 6. März 1945 – 3. Januar 1965       | Demokrat              |
| David Edward Satterfield III | 3. Januar 1965 – 3. Januar 1981     | Demokrat              |
| Thomas Jerome Bliley         | 3. Januar 1981 – 3. Januar 1993     | Republikaner          |
| Robert „Bobby“ Cortez Scott  | seit 3. Januar 1993                 | Demokrat              |

## 4. Sitz (seit 1789)
| Name                           | Amtszeit                           | Partei                |
| ------------------------------ | ---------------------------------- | --------------------- |
| Richard Bland Lee              | 4. März 1789 – 3. März 1793        | parteilos             |
| Francis Preston                | 4. März 1793 – 3. März 1797        | Democratic Republican |
| Abram Trigg                    | 4. März 1797 – 3. März 1803        | Democratic Republican |
| David Holmes                   | 4. März 1803 – 3. März 1809        | Democratic Republican |
| Jacob Swoope                   | 4. März 1809 – 3. März 1811        | Föderalist            |
| William McCoy                  | 4. März 1811 – 3. März 1823        | Democratic Republican |
| Mark Alexander                 | 4. März 1823 – 3. März 1833        | Democratic Republican |
| James Herbert Gholson          | 4. März 1833 – 3. März 1835        | Nationalrepublikaner  |
| Walter Coles                   | 4. März 1835 – 3. März 1837        | Demokrat              |
| Robert Craig                   | 4. März 1837 – 3. März 1839        | Demokrat              |
| Walter Coles                   | 4. März 1839 – 3. März 1841        | Demokrat              |
| William Osborne Goode          | 4. März 1841 – 3. März 1843        | Demokrat              |
| Edmund Wilcox Hubard           | 4. März 1843 – 3. März 1847        | Demokrat              |
| Thomas Stanley Bocock          | 4. März 1847 – 3. März 1853        | Demokrat              |
| William Osborne Goode          | 4. März 1853 – 3. Juli 1859        | Demokrat              |
| Roger Atkinson Pryor           | 7. Dezember 1859 – 3. März 1861    | Demokrat              |
| George William Booker          | 26. Januar 1870 – 3. März 1871     | Conservative Party    |
| William Henry Harrison Stowell | 4. März 1871 – 3. März 1877        | Republikaner          |
| Joseph Jorgensen               | 4. März 1877 – 3. März 1883        | Republikaner          |
| Benjamin Stephen Hooper        | 4. März 1883 – 3. März 1885        | Readjuster Party      |
| James Dennis Brady             | 4. März 1885 – 3. März 1887        | Republikaner          |
| William Embre Gaines           | 4. März 1887 – 3. März 1889        | Republikaner          |
| Edward Carrington Venable      | 4. März 1889 – 23. September 1890  | Demokrat              |
| John Mercer Langston           | 23. September 1890 – 3. März 1891  | Republikaner          |
| James Fletcher Epes            | 4. März 1891 – 3. März 1895        | Demokrat              |
| William Robertson McKenney     | 4. März 1895 – 2. Mai 1896         | Demokrat              |
| Robert Taylor Thorp            | 2. Mai 1896 – 3. März 1897         | Republikaner          |
| Sydney Parham Epes             | 4. März 1897 – 23. März 1898       | Demokrat              |
| Robert Taylor Thorp            | 23. März 1898 – 3. März 1899       | Republikaner          |
| Sydney Parham Epes             | 4. März 1899 – 3. März 1900        | Demokrat              |
| Francis Rives Lassiter         | 19. April 1900 – 3. März 1903      | Demokrat              |
| Robert Goode Southall          | 4. März 1903 – 3. März 1907        | Demokrat              |
| Francis Rives Lassiter         | 4. März 1907 – 31. Oktober 1909    | Demokrat              |
| Robert Turnbull                | 8. März 1910 – 3. März 1913        | Demokrat              |
| Walter Allen Watson            | 4. März 1913 – 24. Dezember 1919   | Demokrat              |
| Patrick Henry Drewry           | 27. April 1920 – 21. Dezember 1947 | Demokrat              |
| Watkins Moorman Abbitt         | 17. Februar 1948 – 3. Januar 1973  | Demokrat              |
| Robert Williams Daniel         | 3. Januar 1973 – 3. Januar 1983    | Republikaner          |
| Norman Sisisky                 | 3. Januar 1983 – 29. März 2001     | Demokrat              |
| James Randy Forbes             | 19. Juni 2001 – 3. Januar 2017     | Republikaner          |
| Aston Donald McEachin          | 3. Januar 2017 – 28. November 2022 | Demokrat              |
| Jennifer McClellan             | seit 7. März 2023                  | Demokrat              |

## 5. Sitz (seit 1789)
| Name                          | Amtszeit                            | Partei                |
| ----------------------------- | ----------------------------------- | --------------------- |
| James Madison                 | 4. März 1789 – 3. März 1793         | parteilos             |
| George Hancock                | 4. März 1793 – 3. März 1797         | Föderalist            |
| John Johns Trigg              | 4. März 1797 – 3. März 1803         | Democratic Republican |
| Thomas Lewis Jr.              | 4. März 1803 – 5. März 1804         | Föderalist            |
| Andrew Moore                  | 5. März 1804 – 11. August 1804      | Democratic Republican |
| Alexander Wilson              | 4. Dezember 1804 – 3. März 1809     | Democratic Republican |
| James Breckinridge            | 4. März 1809 – 3. März 1817         | Föderalist            |
| John Floyd                    | 4. März 1817 – 3. März 1823         | Democratic Republican |
| John Randolph of Roanoke      | 4. März 1823 – 26. Dezember 1825    | Democratic Republican |
| George William Crump          | 21. Januar 1826 – 3. März 1827      | Democratic Republican |
| John Randolph of Roanoke      | 4. März 1827 – 4. März 1829         | Democratic Republican |
| Thomas Tyler Bouldin          | 4. März 1829 – 3. März 1833         | Demokrat              |
| John Randolph of Roanoke      | 4. März 1833 – 24. Mai 1833         | Demokrat              |
| Thomas Tyler Bouldin          | 26. August 1833 – 11. Februar 1834  | Demokrat              |
| James Wood Bouldin            | 15. März 1834 – 3. März 1835        | Demokrat              |
| Robert Craig                  | 4. März 1835 – 3. März 1837         | Demokrat              |
| George Coke Dromgoole         | 4. März 1837 – 3. März 1839         | Demokrat              |
| Robert Craig                  | 4. März 1839 – 3. März 1841         | Demokrat              |
| Edmund Wilcox Hubard          | 4. März 1841 – 3. März 1843         | Demokrat              |
| John Winston Jones            | 4. März 1843 – 3. März 1845         | Demokrat              |
| Shelton Farrar Leake          | 4. März 1845 – 3. Juli 1847         | Demokrat              |
| William Leftwich Goggin       | 4. März 1847 – 3. März 1849         | Whig                  |
| Paulus Powell                 | 4. März 1849 – 3. März 1853         | Demokrat              |
| Thomas Stanley Bocock         | 4. März 1853 – 3. März 1861         | Demokrat              |
| Robert Ridgway                | 27. Januar 1870 – 16. Oktober 1870  | Conservative Party    |
| Richard Thomas Walker Duke    | 8. November 1870 – 3. März 1873     | Conservative Party    |
| Alexander Mathews Davis       | 4. März 1873 – 5. März 1874         | Demokrat              |
| Christopher Yancy Thomas      | 5. März 1874 – 3. März 1875         | Republikaner          |
| George Craighead Cabell       | 4. März 1875 – 3. März 1887         | Demokrat              |
| John Robert Brown             | 4. März 1887 – 3. März 1889         | Republikaner          |
| Posey Green Lester            | 4. März 1889 – 3. März 1893         | Demokrat              |
| Claude Augustus Swanson       | 4. März 1893 – 30. Januar 1906      | Demokrat              |
| Edward Watts Saunders         | 6. November 1906 – 29. Februar 1920 | Demokrat              |
| Rorer Abraham James           | 1. Juni 1920 – 6. August 1921       | Demokrat              |
| James Murray Hooker           | 8. November 1921 – 3. März 1925     | Demokrat              |
| Joseph Whitehead              | 4. März 1925 – 3. März 1931         | Demokrat              |
| Thomas Granville Burch        | 4. März 1931 – 31. Mai 1946         | Demokrat              |
| Thomas Bahnson Stanley        | 5. November 1946 – 3. Februar 1953  | Demokrat              |
| William Munford Tuck          | 14. April 1953 – 3. Januar 1969     | Demokrat              |
| Wilbur Clarence Daniel        | 3. Januar 1969 – 23. Januar 1988    | Demokrat              |
| Lewis Franklin Payne          | 14. Juni 1988 – 3. Januar 1997      | Demokrat              |
| Virgil Hamlin Goode           | 3. Januar 1997 – 3. Januar 2009     | Demokrat              |
| Thomas Stuart Price Perriello | 3. Januar 2009 – 3. Januar 2011     | Demokrat              |
| Robert Hurt                   | 3. Januar 2011 – 3. Januar 2017     | Republikaner          |
| Thomas Garrett                | 3. Januar 2017 – 3. Januar 2019     | Republikaner          |
| Denver Lee Riggleman III      | 3. Januar 2019 – 3. Januar 2021     | Republikaner          |
| Robert „Bob“ George Good      | 3. Januar 2021 – 3. Januar 2025     | Republikaner          |
| John McGuire                  | seit 3. Januar 2025                 | Republikaner          |

## 6. Sitz (seit 1789)
| Name                        | Amtszeit                             | Partei                |
| --------------------------- | ------------------------------------ | --------------------- |
| Isaac Coles                 | 4. März 1789 – 3. März 1791          | parteilos             |
| Abraham Bedford Venable     | 4. März 1791 – 3. März 1793          | parteilos             |
| Isaac Coles                 | 4. März 1793 – 3. März 1797          | Democratic Republican |
| Matthew Clay                | 4. März 1797 – 3. März 1803          | Democratic Republican |
| Abram Trigg                 | 4. März 1803 – 3. März 1809          | Democratic Republican |
| Daniel Sheffey              | 4. März 1809 – 3. März 1817          | Föderalist            |
| Alexander Smyth             | 4. März 1817 – 3. März 1823          | Democratic Republican |
| George Tucker               | 4. März 1823 – 3. März 1825          | Democratic Republican |
| Thomas Davenport            | 4. März 1825 – 3. März 1835          | Democratic Republican |
| George Coke Dromgoole       | 4. März 1835 – 3. März 1837          | Demokrat              |
| James Garland               | 4. März 1837 – 3. März 1839          | Demokrat              |
| George Coke Dromgoole       | 4. März 1839 – 3. März 1841          | Demokrat              |
| Walter Coles                | 4. März 1841 – 3. März 1843          | Demokrat              |
| Thomas Walker Gilmer        | 4. März 1843 – 16. Februar 1844      | Demokrat              |
| William Leftwich Goggin     | 10. Mai 1844 – 3. März 1845          | Whig                  |
| James Alexander Seddon      | 4. März 1845 – 3. März 1847          | Demokrat              |
| John Minor Botts            | 4. März 1847 – 3. März 1849          | Whig                  |
| Alexander Richmond Holladay | 4. März 1849 – 3. März 1853          | Demokrat              |
| Paulus Powell               | 4. März 1853 – 3. März 1859          | Demokrat              |
| Shelton Farrar Leake        | 4. März 1859 – 3. März 1861          | Unabhängiger          |
| William Milnes              | 27. Januar 1870 – 3. März 1871       | Conservative Party    |
| John Thomas Harris          | 4. März 1871 – 3. März 1873          | Demokrat              |
| Thomas Whitehead            | 4. März 1873 – 3. März 1875          | Demokrat              |
| John Randolph Tucker        | 4. März 1875 – 3. März 1885          | Demokrat              |
| John Warwick Daniel         | 4. März 1885 – 3. Juli 1887          | Demokrat              |
| Samuel Isaac Hopkins        | 4. März 1887 – 3. März 1889          | Labor Party           |
| Paul Carrington Edmunds     | 4. März 1889 – 3. März 1895          | Demokrat              |
| Peter Johnston Otey         | 4. März 1895 – 4. Mai 1902           | Demokrat              |
| Carter Glass                | 4. November 1902 – 16. Dezember 1918 | Demokrat              |
| James Pleasant Woods        | 25. Februar 1919 – 3. März 1923      | Demokrat              |
| Clifton Alexander Woodrum   | 4. März 1923 – 31. Dezember 1945     | Demokrat              |
| James Lindsay Almond        | 22. Januar 1946 – 17. April 1948     | Demokrat              |
| Clarence Godber Burton      | 2. November 1948 – 3. März 1953      | Demokrat              |
| Richard Harding Poff        | 3. März 1953 – 29. August 1972       | Republikaner          |
| Manley Caldwell Butler      | 7. November 1972 – 3. Januar 1983    | Republikaner          |
| James R. Olin               | 3. Januar 1983 – 3. Januar 1993      | Demokrat              |
| Robert William Goodlatte    | 3. Januar 1993 – 3. Januar 2019      | Republikaner          |
| Benjamin Lee „Ben“ Cline    | seit 3. Januar 2019                  | Republikaner          |

## 7. Sitz (seit 1789)
| Name                          | Amtszeit                             | Partei                |
| ----------------------------- | ------------------------------------ | --------------------- |
| John Page                     | 4. März 1789 – 3. März 1793          | parteilos             |
| Abraham Bedford Venable       | 4. März 1793 – 3. März 1799          | Democratic Republican |
| John Randolph of Roanoke      | 4. März 1799 – 3. März 1803          | Democratic Republican |
| Joseph Lewis Jr.              | 4. März 1803 – 3. März 1813          | Föderalist            |
| Hugh Caperton                 | 4. März 1813 – 3. März 1815          | Föderalist            |
| Ballard Smith                 | 4. März 1815 – 3. März 1821          | Democratic Republican |
| William Smith I               | 4. März 1821 – 3. März 1823          | Democratic Republican |
| Jabez Leftwich                | 4. März 1823 – 3. März 1825          | Democratic Republican |
| Nathaniel Herbert Claiborne   | 4. März 1825 – 3. März 1835          | Democratic Republican |
| James Garland                 | 4. März 1835 – 3. März 1837          | Demokrat              |
| George Washington Hopkins     | 4. März 1837 – 3. März 1839          | Demokrat              |
| James Garland                 | 4. März 1839 – 3. März 1841          | Conservative Party    |
| William Leftwich Goggin       | 4. März 1841 – 3. März 1843          | Whig                  |
| Henry Alexander Wise          | 4. März 1843 – 12. Februar 1844      | Demokrat              |
| Thomas Henry Bayly            | 6. Mai 1844 – 3. März 1853           | Demokrat              |
| William Smith II              | 4. März 1853 – 3. März 1861          | Demokrat              |
| Charles Horace Upton          | 23. Mai 1861 – 27. Februar 1862      | Unionist              |
| Lewis McKenzie                | 16. Februar 1863 – 3. März 1863      | Unionist              |
| Lewis McKenzie                | 31. Januar 1870 – 3. März 1871       | Conservative Party    |
| Elliott Muse Braxton          | 4. März 1871 – 3. März 1873          | Demokrat              |
| John Thomas Harris            | 4. März 1873 – 3. März 1881          | Demokrat              |
| John Paul Sr.                 | 4. März 1881 – 5. September 1883     | Demokrat              |
| Charles Triplett O’Ferrall    | 5. Mai 1884 – 28. Dezember 1893      | Demokrat              |
| Smith Spangler Turner         | 30. Januar 1894 – 3. März 1897       | Demokrat              |
| James Hay                     | 4. März 1897 – 1. Oktober 1916       | Demokrat              |
| Thomas Walter Harrison        | 7. November 1916 – 15. Dezember 1922 | Demokrat              |
| John Paul Jr.                 | 15. Dezember 1922 – 3. März 1923     | Republikaner          |
| Thomas Walter Harrison        | 4. März 1923 – 3. März 1929          | Demokrat              |
| Jacob Aaron Garber            | 4. März 1929 – 3. März 1931          | Republikaner          |
| John Wood Fishburne           | 4. März 1931 – 3. März 1933          | Demokrat              |
| Absalom Willis Robertson      | 4. März 1933 – 5. November 1946      | Demokrat              |
| Burr Powell Harrison          | 5. November 1946 – 3. Januar 1963    | Demokrat              |
| John Otho Marsh               | 3. Januar 1963 – 3. Januar 1971      | Demokrat              |
| James Kenneth Robinson        | 3. Januar 1971 – 3. Januar 1985      | Republikaner          |
| Daniel French Slaughter       | 3. Januar 1985 – 5. November 1991    | Republikaner          |
| George Felix Allen            | 5. November 1991 – 3. Januar 1993    | Republikaner          |
| Thomas Jerome Bliley          | 3. Januar 1993 – 3. Januar 2001      | Republikaner          |
| Eric Ivan Cantor              | 3. Januar 2001 – 18. August 2014     | Republikaner          |
| David Alan Brat               | 4. November 2014 – 3. Januar 2019    | Republikaner          |
| Abigail Anne Davis Spanberger | 3. Januar 2019 – 3. Januar 2025      | Demokrat              |
| Eugene Vindman                | seit 3. Januar 2025                  | Demokrat              |

## 8. Sitz (seit 1789)
| Name                            | Amtszeit                         | Partei                |
| ------------------------------- | -------------------------------- | --------------------- |
| Josiah Parker                   | 4. März 1789 – 3. März 1793      | parteilos             |
| Thomas Claiborne                | 4. März 1793 – 3. März 1799      | Democratic Republican |
| Samuel Goode                    | 4. März 1799 – 3. März 1801      | Democratic Republican |
| Thomas Claiborne                | 4. März 1801 – 3. März 1803      | Democratic Republican |
| Walter Jones                    | 4. März 1803 – 3. März 1811      | Democratic Republican |
| John Pratt Hungerford           | 4. März 1811 – 29. November 1811 | Democratic Republican |
| John Taliaferro                 | 29. November 1811 – 3. März 1813 | Democratic Republican |
| Joseph Lewis Jr.                | 4. März 1813 – 3. März 1817      | Föderalist            |
| Charles Fenton Mercer           | 4. März 1817 – 3. März 1823      | Föderalist            |
| Burwell Bassett                 | 4. März 1823 – 3. März 1829      | Democratic Republican |
| Richard Coke Jr.                | 4. März 1829 – 3. März 1833      | Demokrat              |
| Henry Alexander Wise            | 4. März 1833 – 3. März 1835      | Demokrat              |
| George Washington Hopkins       | 4. März 1835 – 3. März 1837      | Demokrat              |
| Robert Mercer Taliaferro Hunter | 4. März 1837 – 3. März 1839      | Whig                  |
| William Leftwich Goggin         | 4. März 1839 – 3. März 1841      | Whig                  |
| Henry Alexander Wise            | 4. März 1841 – 3. März 1843      | Whig                  |
| Willoughby Newton               | 4. März 1843 – 3. März 1845      | Whig                  |
| Robert Mercer Taliaferro Hunter | 4. März 1845 – 3. März 1847      | Whig                  |
| Richard Lee Turberville Beale   | 4. März 1847 – 3. März 1849      | Demokrat              |
| James Alexander Seddon          | 4. März 1849 – 3. März 1851      | Demokrat              |
| John Samuels Caskie             | 4. März 1851 – 3. März 1853      | Demokrat              |
| Charles James Faulkner          | 4. März 1853 – 3. März 1859      | Whig                  |
| Alexander Robinson Boteler      | 4. März 1859 – 3. März 1861      | Unabhängiger          |
| James King Gibson               | 28. Januar 1870 – 3. März 1871   | Conservative Party    |
| William Terry                   | 4. März 1871 – 3. März 1873      | Demokrat              |
| Eppa Hunton                     | 4. März 1873 – 3. März 1881      | Demokrat              |
| John Strode Barbour Jr.         | 4. März 1881 – 3. März 1887      | Demokrat              |
| William Henry Fitzhugh Lee      | 4. März 1887 – 15. Oktober 1891  | Demokrat              |
| Elisha Edward Meredith          | 9. Dezember 1891 – 3. März 1897  | Demokrat              |
| John Franklin Rixey             | 4. März 1897 – 8. Februar 1907   | Demokrat              |
| Charles Creighton Carlin        | 5. November 1907 – 3. März 1919  | Demokrat              |
| Robert Walton Moore             | 27. April 1919 – 3. März 1931    | Demokrat              |
| Howard Worth Smith              | 4. März 1931 – 3. Januar 1967    | Demokrat              |
| William Lloyd Scott             | 3. Januar 1967 – 3. Januar 1973  | Republikaner          |
| Stanford Elmer Parris           | 3. Januar 1973 – 3. Januar 1975  | Republikaner          |
| Herbert Eugene Harris           | 3. Januar 1975 – 3. Januar 1981  | Demokrat              |
| Stanford Elmer Parris           | 3. Januar 1981 – 3. Januar 1991  | Republikaner          |
| James Patrick Moran             | 3. Januar 1991 – 3. Januar 2015  | Demokrat              |
| Donald Sternoff „Don“ Beyer Jr. | seit 3. Januar 2015              | Demokrat              |

## 9. Sitz (seit 1789)
| Name                            | Amtszeit                           | Partei                |
| ------------------------------- | ---------------------------------- | --------------------- |
| Theodorick Bland                | 4. März 1789 – 1. Juni 1790        | parteilos             |
| William Branch Giles            | 7. Dezember 1790 – 2. Oktober 1798 | Democratic Republican |
| Joseph Eggleston                | 3. Dezember 1798 – 3. März 1801    | Democratic Republican |
| William Branch Giles            | 4. März 1801 – 3. März 1803        | Democratic Republican |
| Philip Rootes Thompson          | 4. März 1803 – 3. März 1807        | Democratic Republican |
| John Love                       | 4. März 1807 – 3. März 1811        | Democratic Republican |
| Aylett Hawes                    | 4. März 1811 – 3. März 1813        | Democratic Republican |
| John Pratt Hungerford           | 4. März 1813 – 3. März 1817        | Democratic Republican |
| William Lee Ball                | 4. März 1817 – 3. März 1823        | Democratic Republican |
| James Stephenson                | 4. März 1823 – 3. März 1825        | Föderalist            |
| Andrew Stevenson                | 4. März 1825 – 3. März 1833        | Democratic Republican |
| William Penn Taylor             | 4. März 1833 – 3. März 1835        | Nationalrepublikaner  |
| John Winston Jones              | 4. März 1835 – 3. März 1837        | Demokrat              |
| Joseph Johnson                  | 4. März 1837 – 3. März 1839        | Demokrat              |
| John Hill                       | 4. März 1839 – 3. März 1841        | Whig                  |
| Robert Mercer Taliaferro Hunter | 4. März 1841 – 3. März 1843        | Whig                  |
| Samuel Chilton                  | 4. März 1843 – 3. März 1845        | Whig                  |
| John Strother Pendleton         | 4. März 1845 – 3. März 1849        | Whig                  |
| Jeremiah Morton                 | 4. März 1849 – 3. März 1851        | Whig                  |
| James French Strother           | 4. März 1851 – 3. März 1853        | Whig                  |
| John Letcher                    | 4. März 1853 – 3. März 1859        | Demokrat              |
| John Thomas Harris              | 4. März 1859 – 3. März 1861        | Unabhängiger          |
| Rees Tate Bowen                 | 4. März 1873 – 3. März 1875        | Demokrat              |
| William Terry                   | 4. März 1875 – 3. März 1877        | Demokrat              |
| Auburn Lorenzo Pridemore        | 4. März 1877 – 3. März 1879        | Demokrat              |
| James Buchanan Richmond         | 4. März 1879 – 3. März 1881        | Demokrat              |
| Abram Fulkerson                 | 4. März 1881 – 3. März 1883        | Demokrat              |
| Henry Bowen                     | 4. März 1883 – 3. März 1885        | Readjuster Party      |
| Connally Findlay Trigg          | 4. März 1885 – 3. März 1887        | Demokrat              |
| Henry Bowen                     | 4. März 1887 – 3. März 1889        | Republikaner          |
| John Alexander Buchanan         | 4. März 1889 – 3. März 1893        | Demokrat              |
| James William Marshall          | 4. März 1893 – 3. März 1895        | Demokrat              |
| James Alexander Walker          | 4. März 1895 – 3. März 1899        | Republikaner          |
| William Francis Rhea            | 4. März 1899 – 3. März 1903        | Demokrat              |
| Campbell Slemp                  | 4. März 1903 – 13. Oktober 1907    | Republikaner          |
| Campbell Bascom Slemp           | 7. Dezember 1907 – 3. März 1923    | Republikaner          |
| George Campbell Peery           | 4. März 1923 – 3. März 1929        | Demokrat              |
| Joseph Crockett Shaffer         | 4. März 1929 – 3. März 1931        | Republikaner          |
| John William Flannagan          | 4. März 1931 – 3. Januar 1949      | Demokrat              |
| Thomas Bacon Fugate             | 3. Januar 1949 – 3. Januar 1953    | Demokrat              |
| William Creed Wampler           | 3. Januar 1953 – 3. Januar 1955    | Republikaner          |
| William Pat Jennings            | 3. Januar 1955 – 3. Januar 1967    | Demokrat              |
| William Creed Wampler           | 3. Januar 1967 – 3. Januar 1983    | Republikaner          |
| Frederick Carlyle Boucher       | 3. Januar 1983 – 3. Januar 2011    | Demokrat              |
| Howard Morgan Griffith          | seit 3. Januar 2011                | Republikaner          |

## 10. Sitz (1789–1863/1883–1933/seit 1953)
| Name                        | Amtszeit                           | Partei                |
| --------------------------- | ---------------------------------- | --------------------- |
| Samuel Griffin              | 4. März 1789 – 3. März 1793        | parteilos             |
| Carter Bassett Harrison     | 4. März 1793 – 3. März 1799        | Democratic Republican |
| Edwin Gray                  | 4. März 1799 – 3. März 1803        | Democratic Republican |
| John Dawson                 | 4. März 1803 – 3. März 1813        | Democratic Republican |
| Aylett Hawes                | 4. März 1813 – 3. März 1817        | Democratic Republican |
| George French Strother      | 4. März 1817 – 10. Februar 1820    | Democratic Republican |
| Thomas Love Moore           | 13. November 1820 – 3. März 1823   | Democratic Republican |
| William Cabell Rives        | 4. März 1823 – 1829                | Democratic Republican |
| William Fitzhugh Gordon     | 25. Januar 1830 – 3. März 1833     | Demokrat              |
| Joseph William Chinn        | 4. März 1833 – 3. März 1835        | Demokrat              |
| Joseph Johnson              | 4. März 1835 – 3. März 1837        | Demokrat              |
| John Winston Jones          | 4. März 1837 – 3. März 1839        | Demokrat              |
| Joel Holleman               | 4. März 1839 – 1. Dezember 1840    | Demokrat              |
| Francis Mallory             | 28. Dezember 1840 – 3. März 1841   | Whig                  |
| John Taliaferro             | 4. März 1841 – 3. März 1843        | Whig                  |
| William Lucas               | 4. März 1843 – 3. März 1845        | Demokrat              |
| Henry Bedinger              | 4. März 1845 – 3. März 1849        | Demokrat              |
| Richard Parker              | 4. März 1849 – 3. März 1851        | Demokrat              |
| Charles James Faulkner      | 4. März 1851 – 3. März 1853        | Whig                  |
| Zedekiah Kidwell            | 4. März 1853 – 3. März 1857        | Demokrat              |
| Sherrard Clemens            | 4. März 1857 – 3. März 1861        | Demokrat              |
| William Gay Brown           | 4. März 1861 – 3. März 1863        | Unionist              |
| John Sergeant Wise          | 4. März 1883 – 3. März 1885        | Readjuster Party      |
| John Randolph Tucker        | 4. März 1885 – 3. März 1887        | Demokrat              |
| Jacob Yost                  | 4. März 1887 – 3. März 1889        | Republikaner          |
| Henry St. George Tucker III | 4. März 1889 – 3. März 1897        | Demokrat              |
| Jacob Yost                  | 4. März 1897 – 3. März 1899        | Republikaner          |
| Julian Minor Quarles        | 4. März 1899 – 3. März 1901        | Demokrat              |
| Henry De La Warr Flood      | 4. März 1901 – 8. Dezember 1921    | Demokrat              |
| Henry St. George Tucker III | 21. März 1922 – 23. Juli 1932      | Demokrat              |
| Joel West Flood             | 8. November 1932 – 3. März 1933    | Demokrat              |
| Joel Thomas Broyhill        | 3. Januar 1953 – 31. Dezember 1974 | Republikaner          |
| Joseph Lyman Fisher         | 3. Januar 1975 – 3. Januar 1981    | Demokrat              |
| Frank Rudolph Wolf          | 3. Januar 1981 – 3. Januar 2015    | Republikaner          |
| Barbara Jean Comstock       | 3. Januar 2015 – 3. Januar 2019    | Republikaner          |
| Jennifer Lynn Wexton        | 3. Januar 2019 – 3. Januar 2025    | Demokrat              |
| Suhas Subramanyam           | seit 3. Januar 2025                | Demokrat              |

## 11. Sitz (1793–1863/seit 1993)
| Name                           | Amtszeit                           | Partei                |
| ------------------------------ | ---------------------------------- | --------------------- |
| Josiah Parker                  | 4. März 1793 – 3. März 1801        | Föderalist            |
| Thomas Newton Jr.              | 4. März 1801 – 3. März 1803        | Democratic Republican |
| Anthony New                    | 4. März 1803 – 3. März 1805        | Democratic Republican |
| James Mercer Garnett           | 4. März 1805 – 3. März 1809        | Democratic Republican |
| John Roane                     | 4. März 1809 – 3. März 1813        | Democratic Republican |
| John Dawson                    | 4. März 1813 – 31. März 1814       | Democratic Republican |
| Philip Pendleton Barbour       | 19. September 1814 – 3. März 1825  | Democratic Republican |
| Robert Taylor                  | 4. März 1825 – 3. März 1827        | Nationalrepublikaner  |
| Philip Pendleton Barbour       | 4. März 1827 – 15. Oktober 1830    | Democratic Republican |
| John Mercer Patton             | 6. Dezember 1830 – 3. März 1833    | Demokrat              |
| Andrew Stevenson               | 4. März 1833 – 2. Juni 1834        | Demokrat              |
| John Robertson                 | 8. Dezember 1834 – 3. März 1835    | Nationalrepublikaner  |
| George Loyall                  | 4. März 1835 – 3. März 1837        | Demokrat              |
| Francis Mallory                | 4. März 1837 – 3. März 1839        | Whig                  |
| George Washington Hopkins      | 4. März 1839 – 3. März 1841        | Conservative Party    |
| John Minor Botts               | 4. März 1841 – 3. März 1843        | Whig                  |
| William Taylor                 | 4. März 1843 – 17. Januar 1846     | Demokrat              |
| James McDowell                 | 6. März 1846 – 3. März 1851        | Demokrat              |
| John Letcher                   | 4. März 1851 – 3. März 1853        | Demokrat              |
| John Fryall Snodgrass          | 4. März 1853 – 5. Juni 1854        | Demokrat              |
| Charles Swearinger Lewis       | 4. Dezember 1854 – 3. März 1855    | Demokrat              |
| John Snyder Carlile            | 4. März 1855 – 3. März 1857        | American Party        |
| Albert Gallatin Jenkins        | 4. März 1857 – 3. März 1861        | Demokrat              |
| John Snyder Carlile            | 4. März 1861 – 9. Juli 1861        | Unionist              |
| Jacob Beeson Blair             | 2. Dezember 1861 – 3. März 1863    | Unionist              |
| Leslie L. Byrne                | 3. Januar 1993 – 3. Januar 1995    | Demokrat              |
| Thomas Milburn Davis           | 3. Januar 1995 – 24. November 2008 | Republikaner          |
| Gerald „Gerry“ Edward Connolly | 3. Januar 2009 – 21. Mai 2025      | Demokrat              |

## 12. Sitz (1793–1863)
| Name                            | Amtszeit                    | Partei                |
| ------------------------------- | --------------------------- | --------------------- |
| John Page                       | 4. März 1793 – 3. März 1797 | Democratic Republican |
| Thomas Evans                    | 4. März 1797 – 3. März 1801 | Föderalist            |
| John Stratton                   | 4. März 1801 – 3. März 1803 | Föderalist            |
| Thomas Griffin                  | 4. März 1803 – 3. März 1805 | Föderalist            |
| Burwell Bassett                 | 4. März 1805 – 3. März 1813 | Democratic Republican |
| John Roane                      | 4. März 1813 – 3. März 1815 | Democratic Republican |
| William Henry Roane             | 4. März 1815 – 3. März 1817 | Democratic Republican |
| Robert Selden Garnett           | 4. März 1817 – 3. März 1827 | Democratic Republican |
| John Roane                      | 4. März 1827 – 3. März 1831 | Democratic Republican |
| John Jones Roane                | 4. März 1831 – 3. März 1833 | Demokrat              |
| William Fitzhugh Gordon         | 4. März 1833 – 3. März 1835 | Demokrat              |
| Edward Lucas                    | 4. März 1835 – 3. März 1837 | Demokrat              |
| James Murray Mason              | 4. März 1837 – 3. März 1839 | Demokrat              |
| Robert Mercer Taliaferro Hunter | 4. März 1839 – 3. März 1841 | Whig                  |
| Thomas Walker Gilmer            | 4. März 1841 – 3. März 1843 | Whig                  |
| Augustus Alexandria Chapman     | 4. März 1843 – 3. März 1847 | Demokrat              |
| William Ballard Preston         | 4. März 1847 – 3. März 1849 | Whig                  |
| Henry Alonzo Edmundson          | 4. März 1849 – 3. März 1861 | Demokrat              |
| Kellian Van Rensalear Whaley    | 4. März 1861 – 3. März 1863 | Unionist              |

## 13. Sitz (1793–1861)
| Name                        | Amtszeit                         | Partei                |
| --------------------------- | -------------------------------- | --------------------- |
| Samuel Griffin              | 4. März 1793 – 3. März 1795      | parteilos             |
| John Clopton                | 4. März 1795 – 3. März 1799      | Democratic Republican |
| John Marshall               | 4. März 1799 – 7. Juni 1800      | Föderalist            |
| Littleton Waller Tazewell   | 26. November 1800 – 3. März 1801 | Democratic Republican |
| John Clopton                | 4. März 1801 – 3. März 1803      | Democratic Republican |
| John Johns Trigg            | 4. März 1803 – 17. Mai 1804      | Democratic Republican |
| Christopher Henderson Clark | 5. November 1804 – 1. Juli 1806  | Democratic Republican |
| William Armisted Burwell    | 1. Dezember 1806 – 3. März 1813  | Democratic Republican |
| Thomas Monteagle Bayly      | 4. März 1813 – 3. März 1815      | Föderalist            |
| Burwell Bassett             | 4. März 1815 – 3. März 1819      | Democratic Republican |
| Severn Eyre Parker          | 4. März 1819 – 3. März 1821      | Democratic Republican |
| Burwell Bassett             | 4. März 1821 – 3. März 1823      | Democratic Republican |
| William Lee Ball            | 4. März 1823 – 29. Februar 1824  | Democratic Republican |
| John Taliaferro             | 24. März 1824 – 3. März 1831     | Democratic Republican |
| Joseph William Chinn        | 4. März 1831 – 3. März 1833      | Demokrat              |
| John Mercer Patton          | 4. März 1833 – 3. März 1835      | Demokrat              |
| John Young Mason            | 4. März 1835 – 3. März 1837      | Demokrat              |
| Charles Fenton Mercer       | 4. März 1837 – 3. März 1839      | Whig                  |
| Joseph Johnson              | 4. März 1839 – 3. März 1841      | Demokrat              |
| Linn Banks                  | 4. März 1841 – 6. Dezember 1841  | Demokrat              |
| William Smith II            | 6. Dezember 1841 – 3. März 1843  | Demokrat              |
| George Washington Hopkins   | 4. März 1843 – 3. März 1847      | Demokrat              |
| Andrew Steele Fulton        | 4. März 1847 – 3. März 1849      | Whig                  |
| LaFayette McMullen          | 4. März 1849 – 3. März 1857      | Demokrat              |
| George Washington Hopkins   | 4. März 1857 – 3. März 1859      | Demokrat              |
| Elbert Sevier Martin        | 4. März 1859 – 3. März 1861      | Unabhängiger          |

## 14. Sitz (1793–1853)
| Name                      | Amtszeit                        | Partei                |
| ------------------------- | ------------------------------- | --------------------- |
| Francis Walker            | 4. März 1793 – 3. März 1795     | parteilos             |
| Samuel Jordan Cabell      | 4. März 1795 – 3. März 1803     | Democratic Republican |
| Matthew Clay              | 4. März 1803 – 3. März 1813     | Democratic Republican |
| William Armisted Burwell  | 4. März 1813 – 16. Februar 1821 | Democratic Republican |
| Jabez Leftwich            | 4. März 1821 – 3. März 1823     | Democratic Republican |
| Charles Fenton Mercer     | 4. März 1823 – 3. März 1835     | Democratic Republican |
| William McComas           | 4. März 1835 – 3. März 1837     | Whig                  |
| William Stephen Morgan    | 4. März 1837 – 3. März 1839     | Demokrat              |
| John Winston Jones        | 4. März 1839 – 3. März 1841     | Demokrat              |
| Cuthbert Powell           | 4. März 1841 – 3. März 1843     | Whig                  |
| George William Summers    | 4. März 1843 – 3. März 1845     | Whig                  |
| Joseph Johnson            | 4. März 1845 – 3. März 1847     | Demokrat              |
| Robert Augustine Thompson | 4. März 1847 – 3. März 1849     | Demokrat              |
| James Madison Hite Beale  | 4. März 1849 – 3. März 1853     | Demokrat              |

## 15. Sitz (1793–1853)
| Name                     | Amtszeit                         | Partei                |
| ------------------------ | -------------------------------- | --------------------- |
| James Madison            | 4. März 1793 – 3. März 1797      | Democratic Republican |
| John Dawson              | 4. März 1797 – 3. März 1803      | Democratic Republican |
| John Randolph of Roanoke | 4. März 1803 – 3. März 1813      | Democratic Republican |
| John Kerr                | 4. März 1813 – 3. März 1815      | Democratic Republican |
| Matthew Clay             | 4. März 1815 – 27. Mai 1815      | Democratic Republican |
| John Kerr                | 30. Oktober 1815 – 3. März 1817  | Democratic Republican |
| William J. Lewis         | 4. März 1817 – 3. März 1819      | Democratic Republican |
| George Tucker            | 4. März 1819 – 3. März 1823      | Democratic Republican |
| John Strode Barbour Sr.  | 4. März 1823 – 3. März 1833      | Democratic Republican |
| Edward Lucas             | 4. März 1833 – 3. März 1835      | Demokrat              |
| Charles Fenton Mercer    | 4. März 1835 – 3. März 1837      | Nationalrepublikaner  |
| John Mercer Patton       | 4. März 1837 – 7. April 1838     | Demokrat              |
| Linn Banks               | 28. April 1838 – 3. März 1839    | Demokrat              |
| William Lucas            | 4. März 1839 – 3. März 1841      | Demokrat              |
| Richard Walker Barton    | 4. März 1841 – 3. März 1843      | Whig                  |
| Lewis Steenrod           | 4. März 1843 – 3. März 1845      | Demokrat              |
| William Gay Brown        | 4. März 1845 – 3. März 1849      | Demokrat              |
| Alexander Newman         | 4. März 1849 – 8. September 1849 | Demokrat              |
| Thomas Sherwood Haymond  | 8. November 1849 – 3. März 1851  | Whig                  |
| George Western Thompson  | 4. März 1851 – 30. Juli 1852     | Demokrat              |
| Sherrard Clemens         | 6. Dezember 1852 – 3. März 1853  | Demokrat              |

## 16. Sitz (1793–1843)
| Name                      | Amtszeit                         | Partei                |
| ------------------------- | -------------------------------- | --------------------- |
| Anthony New               | 4. März 1793 – 3. März 1803      | Democratic Republican |
| John Wayles Eppes         | 4. März 1803 – 3. März 1811      | Democratic Republican |
| James Pleasants           | 4. März 1811 – 3. März 1813      | Democratic Republican |
| John Wayles Eppes         | 4. März 1813 – 3. März 1815      | Democratic Republican |
| John Randolph of Roanoke  | 4. März 1815 – 3. März 1817      | Democratic Republican |
| Archibald Austin          | 4. März 1817 – 3. März 1819      | Democratic Republican |
| John Randolph of Roanoke  | 4. März 1819 – 3. März 1823      | Democratic Republican |
| Andrew Stevenson          | 4. März 1823 – 3. März 1825      | Democratic Republican |
| William Armstrong         | 4. März 1825 – 3. März 1833      | Nationalrepublikaner  |
| James Madison Hite Beale  | 4. März 1833 – 3. März 1835      | Demokrat              |
| William Stephen Morgan    | 4. März 1835 – 3. März 1837      | Demokrat              |
| Isaac Samuels Pennybacker | 4. März 1837 – 3. März 1839      | Demokrat              |
| Charles Fenton Mercer     | 4. März 1839 – 26. Dezember 1839 | Whig                  |
| William Mason McCarty     | 25. Januar 1840 – 3. März 1841   | Whig                  |
| William Alexander Harris  | 4. März 1841 – 3. März 1843      | Demokrat              |

## 17. Sitz (1793–1843)
| Name                         | Amtszeit                         | Partei                |
| ---------------------------- | -------------------------------- | --------------------- |
| Richard Bland Lee            | 4. März 1793 – 3. März 1795      | parteilos             |
| Richard Brent                | 4. März 1795 – 3. März 1799      | Democratic Republican |
| Leven Powell                 | 4. März 1799 – 3. März 1801      | Föderalist            |
| Richard Brent                | 4. März 1801 – 3. März 1803      | Democratic Republican |
| Thomas Claiborne             | 4. März 1803 – 3. März 1805      | Democratic Republican |
| John Claiborne               | 4. März 1805 – 9. Oktober 1808   | Democratic Republican |
| Thomas Gholson               | 7. November 1808 – 3. März 1813  | Democratic Republican |
| James Pleasants              | 4. März 1813 – 14. Dezember 1819 | Democratic Republican |
| William Segar Archer         | 3. Januar 1820 – 3. März 1823    | Democratic Republican |
| Jared Williams               | 4. März 1823 – 3. März 1825      | Democratic Republican |
| Alfred H. Powell             | 4. März 1825 – 3. März 1827      | Nationalrepublikaner  |
| Robert Allen                 | 4. März 1827 – 3. März 1833      | Demokrat              |
| Samuel McDowell Moore        | 4. März 1833 – 3. März 1835      | Nationalrepublikaner  |
| John Mercer Patton           | 4. März 1835 – 3. März 1837      | Demokrat              |
| Francis Everod Rives         | 4. März 1837 – 3. März 1841      | Demokrat              |
| Alexander Hugh Holmes Stuart | 4. März 1841 – 3. März 1843      | Whig                  |

## 18. Sitz (1793–1843)
| Name                      | Amtszeit                         | Partei                |
| ------------------------- | -------------------------------- | --------------------- |
| John Nicholas             | 4. März 1793 – 3. März 1801      | Democratic Republican |
| Philip Rootes Thompson    | 4. März 1801 – 3. März 1803      | Democratic Republican |
| Peterson Goodwyn          | 4. März 1803 – 3. März 1813      | Democratic Republican |
| Thomas Gholson            | 4. März 1813 – 4. Juli 1816      | Democratic Republican |
| Thomas Maduit Nelson      | 4. Dezember 1816 – 3. März 1819  | Democratic Republican |
| Mark Alexander            | 4. März 1819 – 3. März 1823      | Democratic Republican |
| Joseph Johnson            | 4. März 1823 – 3. März 1827      | Democratic Republican |
| Isaac Leffler             | 4. März 1827 – 3. März 1829      | Nationalrepublikaner  |
| Philip Doddridge          | 4. März 1829 – 19. November 1832 | Nationalrepublikaner  |
| Joseph Johnson            | 21. Januar 1833 – 3. März 1833   | Demokrat              |
| John Hall Fulton          | 4. März 1833 – 3. März 1835      | Demokrat              |
| John Roane                | 4. März 1835 – 3. März 1837      | Demokrat              |
| John Robertson            | 4. März 1837 – 3. März 1839      | Whig                  |
| Green Berry Samuels       | 4. März 1839 – 3. März 1841      | Demokrat              |
| George Washington Hopkins | 4. März 1841 – 3. März 1843      | Demokrat              |

## 19. Sitz (1793–1843)
| Name                   | Amtszeit                        | Partei                |
| ---------------------- | ------------------------------- | --------------------- |
| John Heath             | 4. März 1793 – 3. März 1797     | Democratic Republican |
| Walter Jones           | 4. März 1797 – 3. März 1799     | Democratic Republican |
| Henry Lee              | 4. März 1799 – 3. März 1801     | Föderalist            |
| John Taliaferro        | 4. März 1801 – 3. März 1803     | Democratic Republican |
| Edwin Gray             | 4. März 1803 – 3. März 1813     | Democratic Republican |
| Peterson Goodwyn       | 4. März 1813 – 21. Februar 1818 | Democratic Republican |
| John Pegram            | 21. April 1818 – 3. März 1819   | Democratic Republican |
| James Jones            | 4. März 1819 – 3. März 1823     | Democratic Republican |
| William McCoy          | 4. März 1823 – 3. März 1833     | Democratic Republican |
| William McComas        | 4. März 1833 – 3. März 1835     | Nationalrepublikaner  |
| John Robertson         | 4. März 1835 – 3. März 1837     | Nationalrepublikaner  |
| Archibald Stuart       | 4. März 1837 – 3. März 1839     | Demokrat              |
| Lewis Steenrod         | 4. März 1839 – 3. März 1841     | Demokrat              |
| George William Summers | 4. März 1841 – 3. März 1843     | Whig                  |

## 20. Sitz (1803–1843)
| Name              | Amtszeit                       | Partei                |
| ----------------- | ------------------------------ | --------------------- |
| Thomas Newton Jr. | 4. März 1803 – 3. März 1813    | Democratic Republican |
| James Johnson     | 4. März 1813 – 1. Februar 1820 | Democratic Republican |
| John Cowper Gray  | 28. August 1820 – 3. März 1821 | Democratic Republican |
| Arthur Smith      | 4. März 1821 – 3. März 1823    | Democratic Republican |
| John Floyd        | 4. März 1823 – 3. März 1829    | Democratic Republican |
| Robert Craig      | 4. März 1829 – 3. März 1833    | Demokrat              |
| John James Allen  | 4. März 1833 – 3. März 1835    | Nationalrepublikaner  |
| John Taliaferro   | 4. März 1835 – 3. März 1841    | Nationalrepublikaner  |
| Samuel Lewis Hays | 4. März 1841 – 3. März 1843    | Demokrat              |

## 21. Sitz (1803–1843)
| Name                   | Amtszeit                         | Partei                |
| ---------------------- | -------------------------------- | --------------------- |
| Thomas Mann Randolph   | 4. März 1803 – 3. März 1807      | Democratic Republican |
| Wilson Cary Nicholas   | 4. März 1807 – 27. November 1809 | Democratic Republican |
| David Shepherd Garland | 17. Januar 1810 – 3. März 1811   | Democratic Republican |
| Hugh Nelson            | 4. März 1811 – 3. März 1813      | Democratic Republican |
| Thomas Newton Jr.      | 4. März 1813 – 3. März 1823      | Democratic Republican |
| William Smith I        | 4. März 1823 – 3. März 1827      | Democratic Republican |
| Lewis Maxwell          | 4. März 1827 – 3. März 1833      | Nationalrepublikaner  |
| Edgar Campbell Wilson  | 4. März 1833 – 3. März 1835      | Nationalrepublikaner  |
| Henry Alexander Wise   | 4. März 1835 – 3. März 1841      | Demokrat              |
| Lewis Steenrod         | 4. März 1841 – 3. März 1843      | Demokrat              |

## 22. Sitz (1803–1833)
| Name                     | Amtszeit                        | Partei                |
| ------------------------ | ------------------------------- | --------------------- |
| John Clopton             | 4. März 1803 – 3. März 1813     | Democratic Republican |
| Hugh Nelson              | 4. März 1813 – 3. März 1823     | Democratic Republican |
| Alexander Smyth          | 4. März 1823 – 3. März 1825     | Democratic Republican |
| Benjamin Estil           | 4. März 1825 – 3. März 1827     | Nationalrepublikaner  |
| Alexander Smyth          | 4. März 1827 – 17. April 1830   | Democratic Republican |
| Joseph Draper            | 6. Dezember 1830 – 3. März 1831 | Demokrat              |
| Charles Clement Johnston | 4. März 1831 – 17. Juni 1832    | Demokrat              |
| Joseph Draper            | 6. Dezember 1832 – 3. März 1833 | Demokrat              |

## 23. Sitz (1813–1823)
| Name             | Amtszeit                          | Partei                |
| ---------------- | --------------------------------- | --------------------- |
| John Clopton     | 4. März 1813 – 11. September 1816 | Democratic Republican |
| John Tyler       | 17. Dezember 1816 – 3. März 1821  | Democratic Republican |
| Andrew Stevenson | 4. März 1821 – 3. März 1823       | Democratic Republican |